# 雷達天文學
雷達天文學是利用目標物體反射微波，藉由分析反射波以觀察近地天體的技術，這項研究已經進行了60年。雷達天文學與電波天文學的區別在於，後者是被動的觀察，而前者是主動的。雷達的傳輸可以是連續的或脈衝的，該系統已經廣泛的用於研究太陽系。
雷達回波信號的強度與距離的四次方成反比。設備的升級、增加收發器的功率改進了儀器，增加了更多觀測的機會。
雷達技術提供了其它手段無法取代的資訊，例如過雷達觀測驗證了一般相對論對水星軌道的論述，和為天文單位提供精確的數值。雷達影像提供被觀測物體有關形狀和固體表面的性質，這是其它地面技術無法取得的資訊。

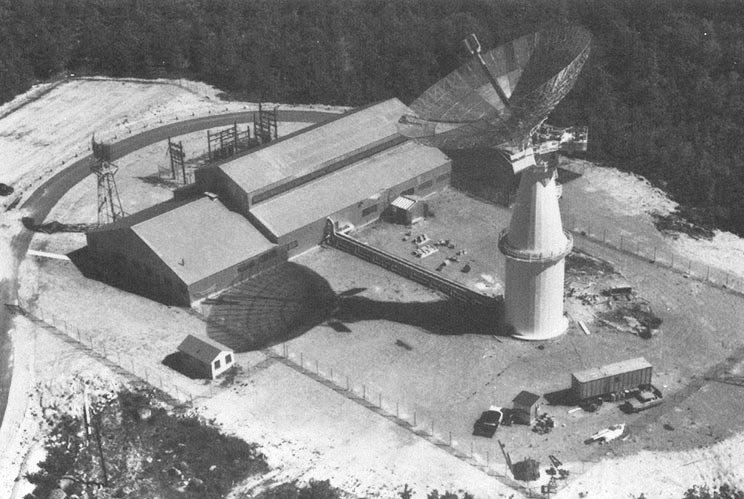
1958年的磨石山雷達。

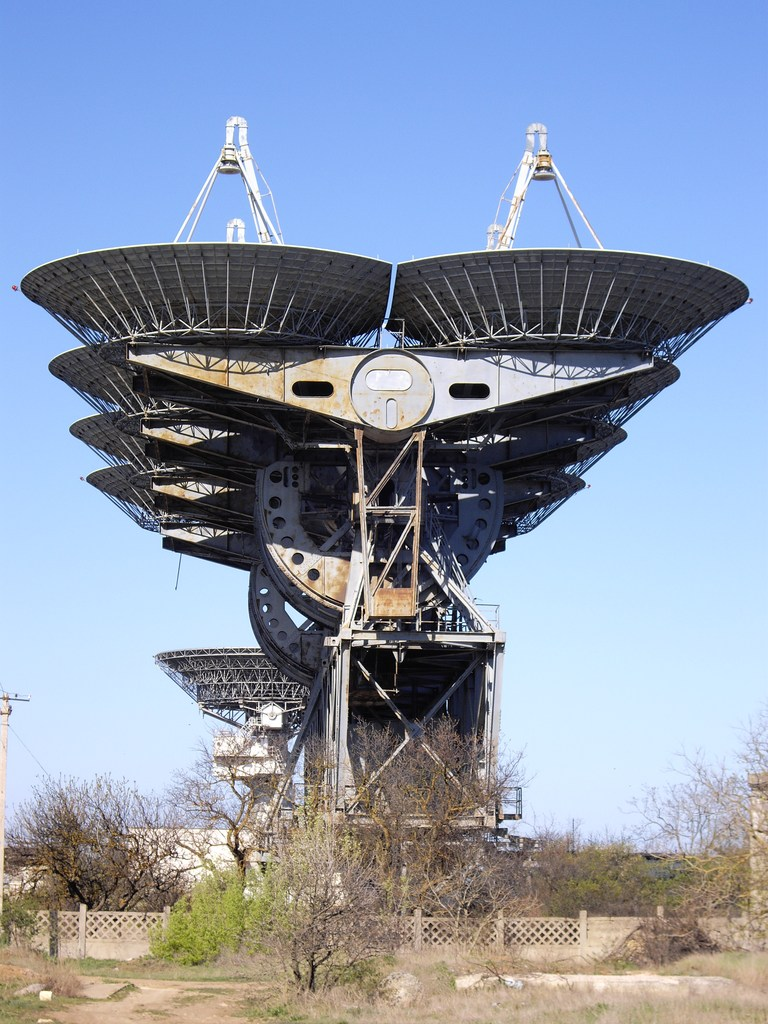
1960年代，前蘇聯早期的行星雷達：Pluton。

地面的雷達依靠高能量（達到百萬瓦），但雷達天文學可以提供非常準確的關於結構、組成和太陽系物體運動的天文測量資訊。這有助於小行星-地球撞擊的長期預測，例如圖示的小行星(99942) Apophis。尤其是，光學可以觀測出現在天空的物體，但卻不能很準確地測量距離（當物體很小或是亮度不足時，依靠視差會變得更加困難）。另一方面，雷達可以直接測量物體的距離（無論其速度變化有多快）。結合雷達和光學的觀測，通常可以預測未來數十年，甚至幾個世紀的軌道。
現在有兩套天文雷達系統設施可以正常的使用：阿雷西博行星雷達和金石太陽系雷達。

## 優點
- 可控制的信號[也就是波型的時間/頻率調製和極化]屬性；
- 可解析物體的空間；
- 延遲都卜勒測量的精度高；
- 突破光學的不透明性；
- 對金屬和冰有高度的敏感性。

## 缺點
可觀測的最大範圍非常有限，被侷限在太陽系。這是因為信號到目標的強度對距離的衰變非常陡峭，只有極少的通量會被目標反射，以及傳送器的功率有限。由於回波的強度，雷達可以探測的物體與其大小的平方根成正比，與距離的四次方成反比。雷達可以探測距離1天文單位，直徑大約1公里大小的碎片，但在8-10天文單位的距離上，像是土星的距離，目標就至少要數百公里寬。它還需要一個相對較好的星曆表以確定要觀測的目標。

## 歷史

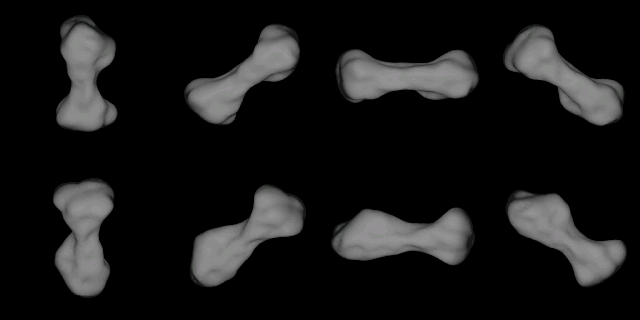
以雷達分析為基礎的小行星(216) Kleopatra模型。

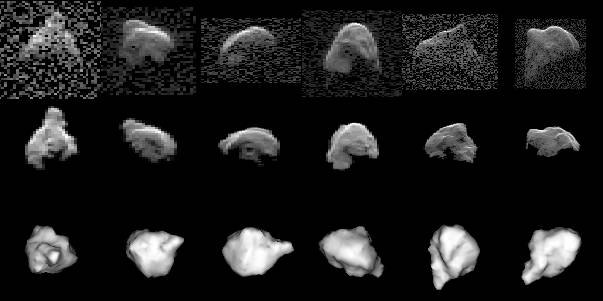
小行星1999 JM8的雷達影像和電腦模型。

在雷達技術發明不久之後，在1946年就對比較接近和容易觀測的月球使用雷達檢測，測量項目包括表面粗糙度，稍後還有兩極附近的陰影區域描繪。
下一個較容易的目標是金星。這是有著重要科學價值的目標，因為它提供明確的方法來測量天文單位的大小，而這是新的行星際太空船所必需的。此外，這種技術的實力也有公共關係的價值，可以為機構提供優秀的示範。從眾多的雜訊中篩檢出微弱的訊號有著相當大的困難，要經由重重的處理，找出預期的結果值，並做出科學的評價。這導致了早期的主張（從林肯實驗室、焦德雷爾班克天文台、前蘇聯的伏拉迪米爾A.卡特爾），當時眾所周知的天文單位值，在現在知道是不正確的。
噴射推進實驗室在1961年3月10日第一次毫不含糊的檢測出金星，接著很快就測出正確的天文單位數值。一旦知道正確的值，其它單位也在它們存檔的資料中找到回波，並同意其結果。
下面是通過這種方式觀測得知行星結構的清單：
火星 – 阿雷西博天文台得到粗糙的表影像。火星快車號任務攜帶探地雷達。
水星 – 改進了從地球觀測的距離（廣義相對論的測試）；自轉週期、天秤動、表面繪製，特別是極地地區。
金星 – 1961年首度進行雷達探測：自轉週期和粗略的表面性質。麥哲倫任務使用雷達高度計描繪整個行星。
木星系統 - 伽利略衛星
土星系統 – 從阿雷西博天文台觀察環和泰坦；從卡西尼太空船描繪泰坦的表面和觀察其他的衛星。
地球 – 基於各種目的。許多機載和太空船的雷達已經描繪整顆行星。一個例子是太空梭雷達地形任務，描繪整個地球的解析度達到30米。

## 小行星和彗星
包括施瓦斯曼-瓦赫曼3號彗星（73P/Schwassmann-Wachmann），只有16顆彗星曾經使用雷達研究；雷達觀測過的小行星有394顆近地小行星和133顆主帶小行星。

## 外部連結
- How radio telescopes get images of asteroids （页面存档备份，存于）
- . NAIC.   [2008-05-15]. （原始内容存档于2008-05-14）.
- . JPL.   [2010-09-28]. （原始内容存档于2010-10-21）.
- Dr. Steven J. Ostro & Dr. Lance A. M. Benner. . Caltech. 2007  [2008-05-15]. （原始内容存档于2007-12-07）.
- .   [2008-05-15]. （原始内容存档于2008-05-23）.
- Dr. Jean-Luc Margot. . UCLA.   [2013-08-02]. （原始内容存档于2013-09-25）.
- BINARY AND TERNARY NEAR-EARTH ASTEROIDS DETECTED BY RADAR （页面存档备份，存于）